# كريس هيوز (لاعب كرة قدم)
كريس هيوز (بالإنجليزية: Chris Hughes)‏ (5 مارس 1984 في المملكة المتحدة - ) هو لاعب كرة قدم بريطاني في مركز الوسط. لعب مع نادي سكاربورو ونادي غيتزهد ودارلينجتون إف سى.

## وصلات خارجية
- كريس هيوز على موقع قاعدة بيانات كرة القدم.إي يو (الإنجليزية)
- كريس هيوز على موقع Soccerbase.com (لاعب) (الإنجليزية)